# Marcos Coelho Neto (padre)
Marcos Coelho Neto (Vila Rica, 1740 o 1746 – 1806) è stato un musicista brasiliano.
Fu un eccellente suonatore di corno e lavorò come compositore e direttore d'orchestra presso la Confraternita del Santissimo Sacramento, avente sede presso la chiesa di Nossa Senhora do Pilar tra il 1779 e il 1797. Presso di essa ha partecipato alla realizzazione di opere e drammi sacri.
Fu inoltre padre di un compositore avente il suo stesso nome, Marcos Coelho Neto, e recenti ricerche indicano che una buona parte dei pezzi attribuiti al padre sono stati invece scritti da suo figlio.
Sia il padre che il figlio furono membri della Confraternite di São José dos Homens Pardos e di Nossa Senhora das Mercês de Cima, dove erano attivi come suonatori di corno e di tromba.